# Eva van Marle
Eva van Marle fue una pintora neerlandesa del siglo de oro neerlandés activa en Overijssel.

## Biografía
Según el Rijksbureau voor Kunsthistorische Documentatie fue la profesora de Hendrick ten Oever. Firmó sus trabajos con el monograma «EM.F.» Y su trabajo más antiguo conocido es un retrato de un orfebre que era el hermanastro de Gerard ter Borch el Viejo, datado en 1645. Seis retratos realizados por ella cuelgan en el Vrouwenhuis, de Zwolle, pero poco más se sabe de ella. Sus obras consisten de retratos datados entre los años 1640 y 1650.

## Galería

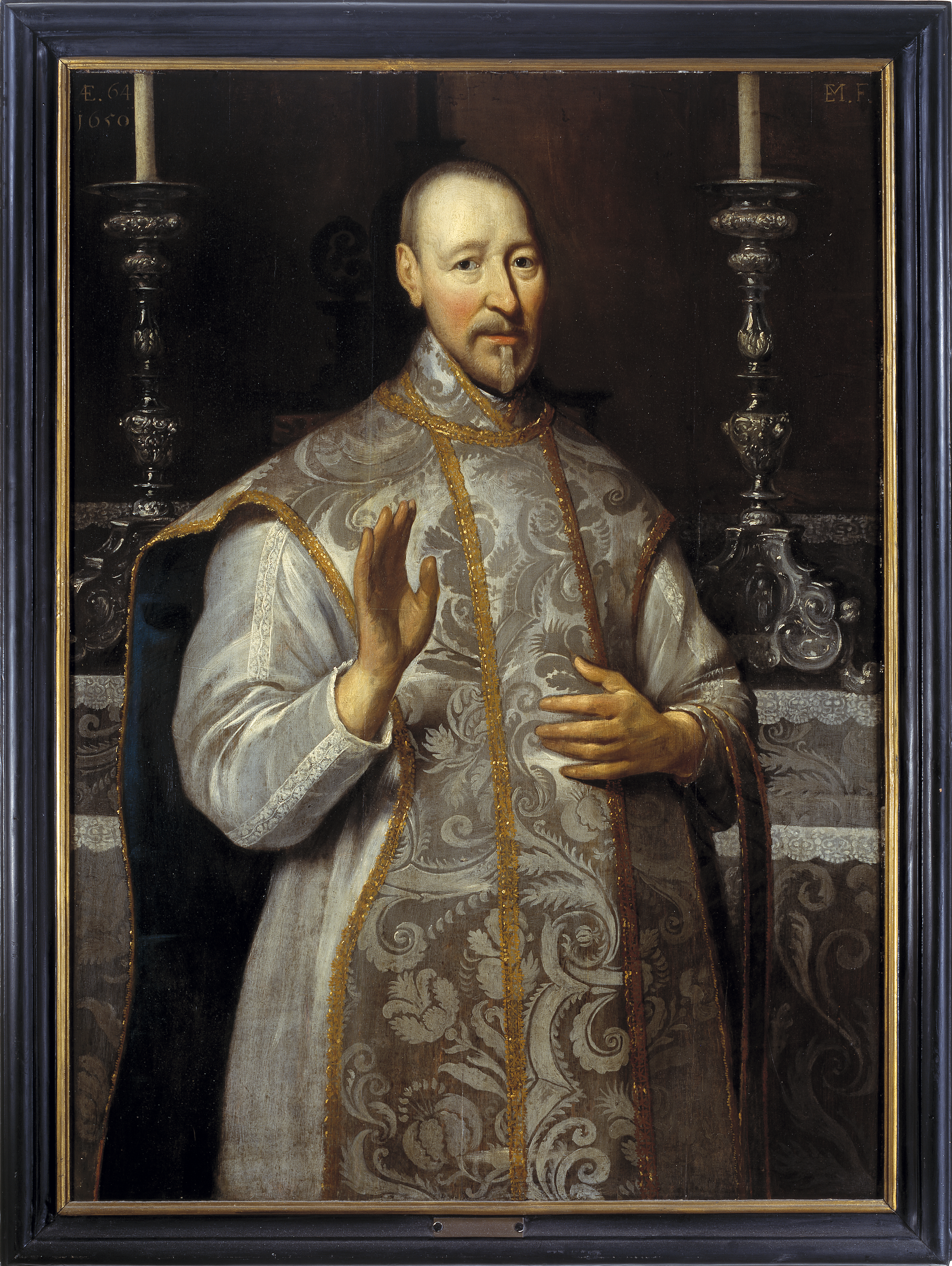
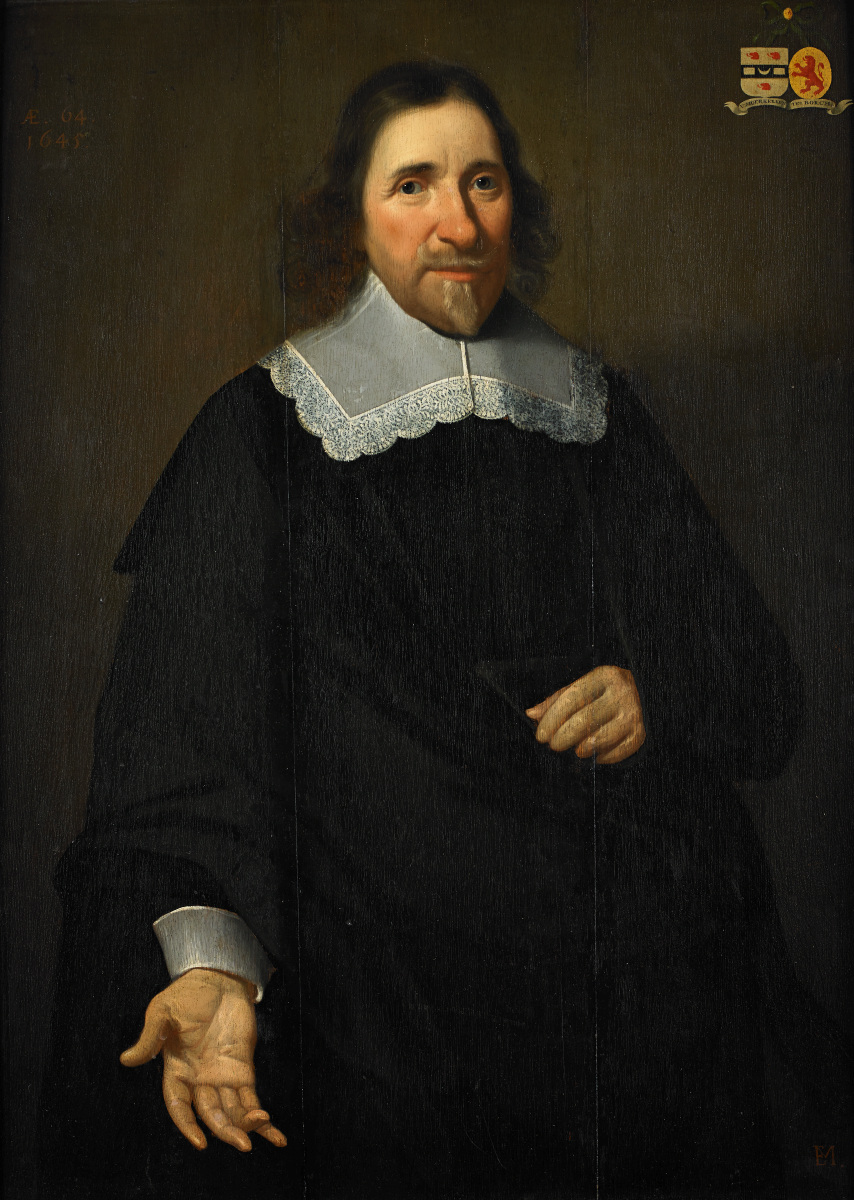
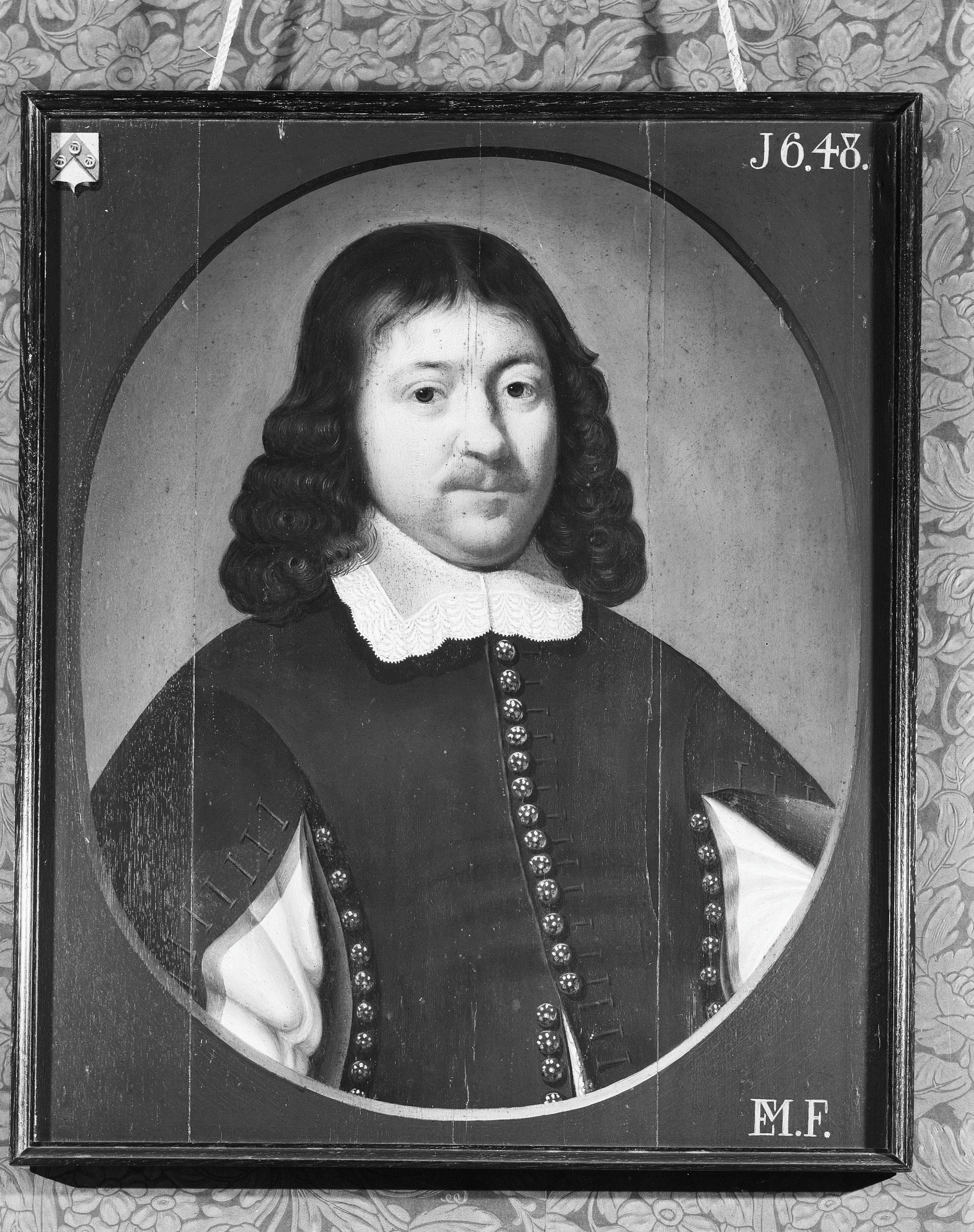
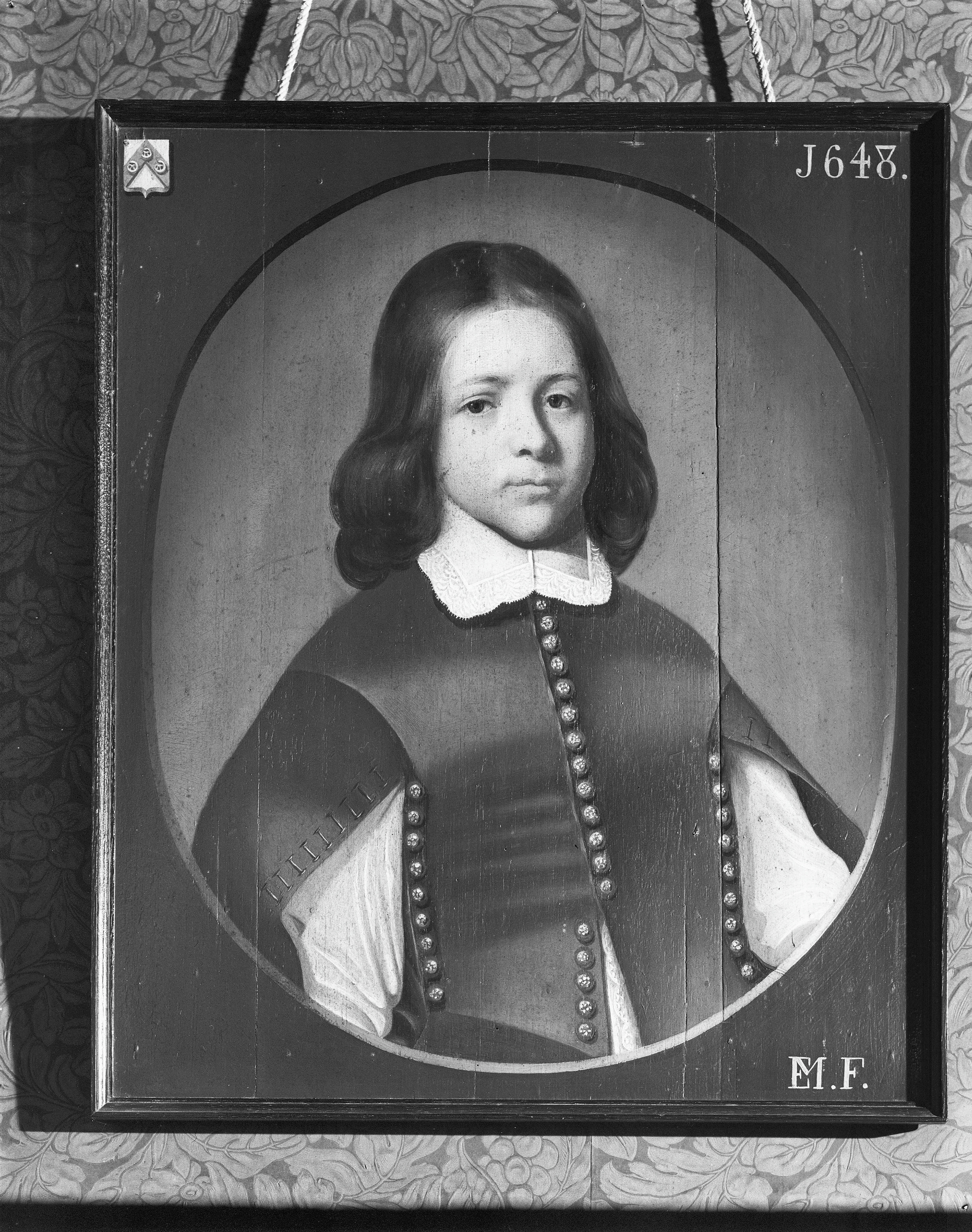
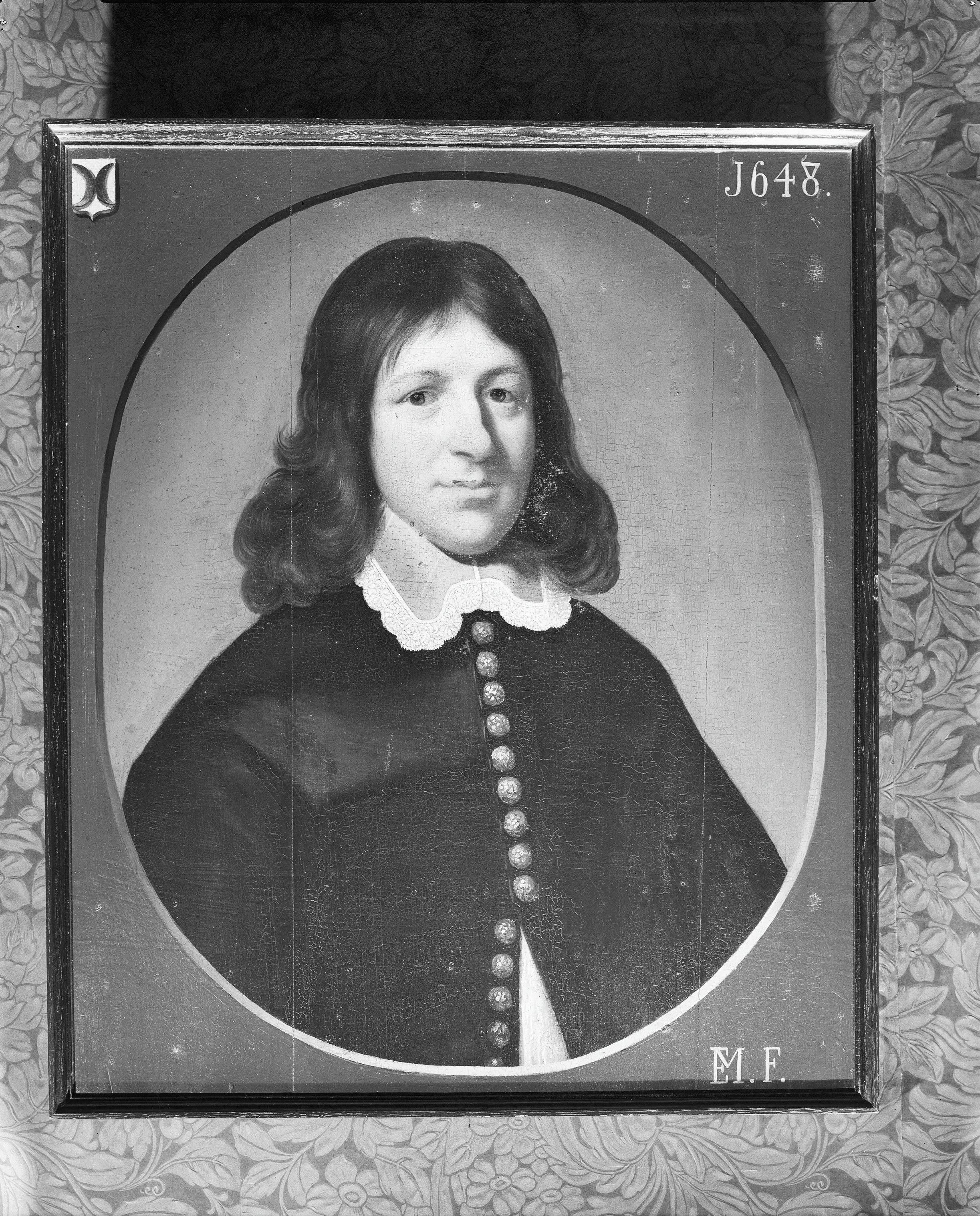